# Qanāt-e Mīrī
Qanāt-e Mīrī (persiska: قنات میری) är en ort i Iran.   Den ligger i provinsen Kerman, i den sydöstra delen av landet, 900 km sydost om huvudstaden Teheran. Qanāt-e Mīrī ligger 2 930 meter över havet och antalet invånare är 414.
Terrängen runt Qanāt-e Mīrī är kuperad norrut, men söderut är den bergig. Terrängen runt Qanāt-e Mīrī sluttar norrut. Runt Qanāt-e Mīrī är det glesbefolkat, med 17 invånare per kvadratkilometer. Närmaste större samhälle är Darb-e Behesht, 5,8 km öster om Qanāt-e Mīrī. Trakten runt Qanāt-e Mīrī är ofruktbar med lite eller ingen växtlighet.